# Kōshō Ōtani
Kōshō Ōtani (jap. 大谷 光照 Ōtani Kōshō, auch Kosho Ohtani; * 1911 in Kyōto; † 14. Juni 2002 ebenda) war ein Abt (門主, Monshu) des japanischen Tempels Nishi Hongan-ji und das 23. Oberhaupt der buddhistischen Schule Jōdo-Shinshū Honganji-ha.

## Leben und Wirken

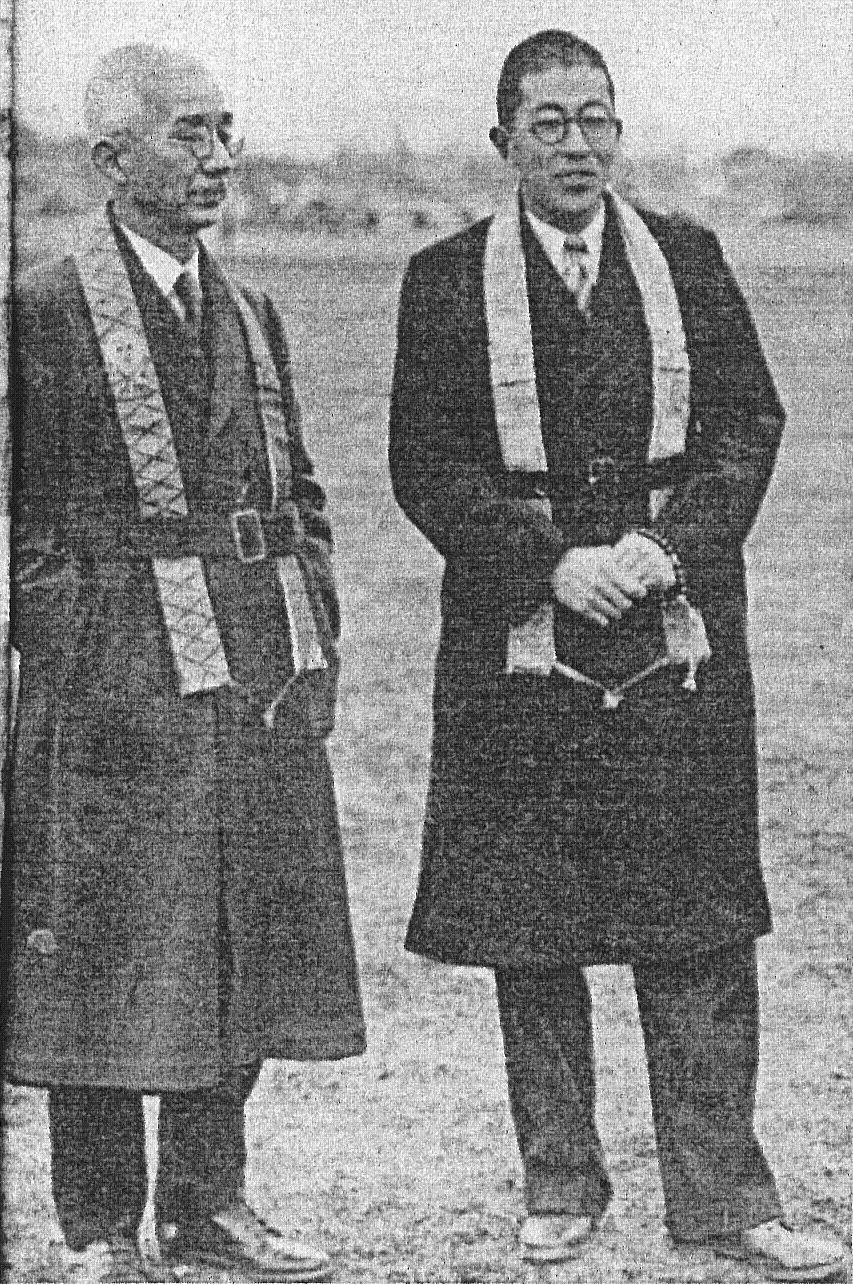
Kōshō Ōtani 1937 (rechts)

Kōshō Ōtani wurde in einer adeligen Familie geboren. Sein Cousin war Hirohito, der 124. Tennō. 1927, als er 15 Jahre alt war, fiel ihm in der Nachfolge von Ōtani Kōzui, dessen Neffe er war, das Amt als Oberhaupt des Nishi Hongan-ji und die damit verbundene Leitung seiner buddhistischen Schule zu. Diese Funktionen werden unter Nachkommen des Schulgründers Shinran vererbt, von dem Ōtani in 23. Generation abstammte.
Ōtani lehrte in der Folge in allen 10.322 in Japan zu seiner Schule gehörenden buddhistischen Tempeln. Er brauchte zwanzig Jahre, um dieses Programm zu bewältigen. 1955, 1961 und 1969 wurde Ōtani zudem zum Vorsitzenden der Föderation der buddhistischen Schulrichtungen in Japan gewählt.
Ab 1951 dehnte Kōshō Ōtani seine Aktivitäten weltweit aus, indem er auf zahlreichen Reisen alle Kontinente besuchte, dort lehrte und Freundschaften pflegte. Er wirkte auch im deutschen Sprachraum, wo in den 1950er Jahren Berlin Harry Pieper sein Schüler wurde. Jack Austin zählte in England zu den Freunden Ōtanis. In Wien war Ōtani wesentlich am Entstehen von Komyoji beteiligt, bei dessen offizieller Gründung er am 7. August 1994 den Vorsitz führte. Nachdem er 1977 im Alter von 65 Jahren sein Amt an seinen ältesten Sohn weitergegeben hatte, verstärkte er sein Auslandsaktivitäten. Er vertrat den Buddhismus auch bei den Vereinten Nationen, wodurch er mit Mutter Teresa und Hossein Nasr zusammenwirkte.
Neben einer Internationalisierung von Jōdo-Shinshū und der Völkerverständigung war ihm der interreligiöse Dialog ein besonderes Anliegen.

## Werke (Auswahl)
- 『唐代の仏教儀礼』 Arimitsu 1937
- Dankbarkeit. Wien 1954
- Der Glaube der Jodo-Shinshu. Übersetzt von Harry E. Pieper. Wien 1956
- Sermons on Shin Buddhism. Kyōto 1957
- 『法縁』抄: 勝如上人の九十年』. Honganji Shuppan, 2002, ISBN 4-89416-991-6